# Wybory parlamentarne w Libii w 2012 roku
Wybory do libijskiego Powszechnego Kongresu Narodowego przeprowadzono 7 lipca 2012. W głosowaniu zwyciężył Sojusz Sił Narodowych, z wynikiem 48% głosów.

## Przygotowania do wyborów
Były to pierwsze wybory do legislatywy po wojnie domowej, w trakcie której obalono reżim Mu’ammara al-Kaddafiego. Po zakończeniu wojny, rozpoczęto rozbrajać popleczników Kaddafiego i sformowano rząd tymczasowy z Abd ar-Rahimem al-Kibem na czele. Następnie przystąpiono do przygotowań opracowania nowej konstytucji. Na początku 2012 władze zaproponowały projekt ustawy o wyborze zespołu do prac nad projektem nowej konstytucji, a także do wyboru do Konstytuanty. Był to krok w skonstruowaniu nowej ustawy zasadniczej i wyborów do legislatywy.
28 stycznia 2012 Tymczasowa Rada Narodowa ogłosiła, że przyjęła poprawioną wersję projektu ustawy o prawie wyborczym. Proponowany 10-procentowy limit miejsc dla kobiet na listach wyborczych dla kobiet, członkowie Powszechnego Kongresu Narodowego usunęli i podnieśli granicę limitu na 50%. Oznaczało to, że na listach wyborczych partii kobiet musi być co najmniej tyle samo, co mężczyzn. Ponadto 80 z 200 miejsc w Powszechnym Kongresie Narodowym mogli zająć członkowie partii politycznych, z kolei pozostałe 120 mandatów mogło być rozdysponowane jedynie wśród kandydatów niezależnych. Wobec tego żadna partia nie mogła zdominować parlamentu. W wyborach udział wzięło 374 list partyjnych i 2639 kandydatów niezależnych, łącznie, ok. 4 tys. kandydatów. Były to pierwsze wybory parlamentarne od 1965.
Przed głosowaniem, doszło do kilku incydentów wyborczych. 30 czerwca 2012 w Bengazi oraz Tobruku spalono budynek komisji wyborczej, zniszczono karty do głosowania oraz listy wyborcze. 1 lipca 2012 federaliści zorganizowali pokazową demonstrację na głównym placu w Bengazi. 5 lipca 2012 W Adżdabiji spalono dokumentację wyborczą. Początkowo Konstytuanta miała mieć uprawnienia wyłącznie do opracowania nowej konstytucji, jednak 5 lipca 2012 Tymczasowa Rada Narodowa zdecydowała o zmianie koncepcji wyborów i wyłonieniu w nich nowego organu ustawodawczego państwa. Głosowanie obserwowała Unia Europejska oraz liczne organizacje międzynarodowe.

## Wyniki
Wybory wygrał Sojusz Sił Narodowych premiera Mahmuda Dżibrila z wynikiem 48,8%, zdobywając 39 miejsc w parlamencie. 17 miejsc w parlamencie (21,3%) uzyskali islamiści - Bracia Muzułmanie i salafici. O wynikach libijskich wyborów decydowały aspekty plemienne, klanowe, a także różnice regionalne w kraju. W przeciwieństwie do wyborów w innych krajach ogarniętych Arabską Wiosną, takich jak Tunezja czy Egipt, nie wygrali islamiści.
| Partia                                                 | Partia                                      | Ilość głosujących | Mandaty |
| ------------------------------------------------------ | ------------------------------------------- | ----------------- | ------- |
|                                                        | Sojusz Sił Narodowych                       |                   | 39      |
|                                                        | Partia na rzecz Sprawiedliwości i Odbudowy  |                   | 17      |
|                                                        | Narodowy Front                              |                   | 3       |
|                                                        | Wadi Al-Hayah Party                         |                   | 2       |
|                                                        | Unia dla Ojczyzny                           |                   | 2       |
|                                                        | Narodowa Partia Centrystów                  |                   | 2       |
|                                                        | Libijska Partia Narodowo-Demokratyczna      |                   | 1       |
|                                                        | Ar-Resalah                                  |                   | 1       |
|                                                        | Arrakeeza                                   |                   | 1       |
|                                                        | Narodowa Partia na Rzecz Ruchu i Dobrobytu  |                   | 1       |
|                                                        | Naród i Dobrobyt                            |                   | 1       |
|                                                        | Autentyczność i odnowienie                  |                   | 1       |
|                                                        | Autentyczność i Postęp                      |                   | 1       |
|                                                        | Umiarkowane Zgromadzenie Ummah              |                   | 1       |
|                                                        | Partia Narodowa Labaika                     |                   | 1       |
|                                                        | Narodowa Partia Wadi ash-Shati              |                   | 1       |
|                                                        | Partia Młodych Centrum                      |                   | 1       |
|                                                        | Libijska Partia na Rzecz Wolności i Rozwoju |                   | 1       |
|                                                        | Narodowe Porozumienie Partyjne              |                   | 1       |
|                                                        | Libya Al-'Amal (Libia - Nadzieja)           |                   | 1       |
|                                                        | Al-Hekma (Mądrość)                          |                   | 1       |
|                                                        | Niezależni                                  |                   | 120     |
|                                                        | Niezależny                                  |                   | –       |
| Ilość                                                  | Ilość                                       | 2,865,937         | 200     |
| Źródła: Libya Herald, Project on Middle East Democracy |                                             |                   |         |